# Kunishige Yuasa
Kunishige Yuasa (jap. 湯浅邦茂 Yuasa Kunishige) - japoński zapaśnik walczący w stylu klasycznym. Brązowy medal na mistrzostwach Azji w 1991. Czwarty w Pucharze Świata w 1987; piąty w 1986 roku.